# 老字號

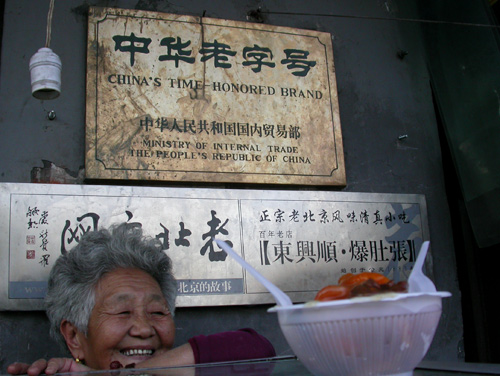
中華老字號匾

老字号，又稱老店，泛指營運歷史悠久、歷經好幾代店主傳承、經營多年的公司或商店，透過長時間累積的信譽而建構自身的品牌形象，從而形成穩定的顧客層。一般老字号都具有传统特色，并且经营有道。

## 各國的古老商舗

### 中國大陸
中国著名的老字号有北京全聚德、北京东来顺、同仁堂、天津狗不理、天津桂发祥、天津耳朵眼、杭州张小泉剪刀、杭州楼外楼、杭州胡庆余堂、重庆烏江榨菜、苏州采芝斋、绍兴会稽山黄酒、中華牌鉛筆、小腸陳、白記水餃等。
中華人民共和國内贸部（以及后来的商务部）评定了中华老字号，把老字号的品牌规范化。

### 日本
在日本，創業100年以上的企業有21,000間，創業200年以上的企業有3,000間以上，而創業1000年以上的企業更是有7間。其中，釀酒業、和菓子製造業等傳統産業佔了絕大多數。
現存日本最古老的企業，是創業於公元578年的金剛組（寺廟神社建築公司）。成立於公元705年的慶雲館是世界上最古老的酒店，也是日本最古老的公司之一。而最早的化妝品店為1615年的柳屋本店株式会社(化學、化粧品)。而以吳服屋發跡的百貨公司三越，則創業於1673年。另外，最早的化工業為荒川化學工業株式会社，則是創業於1876年。飲料製造業三得利，則是創業於1899年。

### 臺灣
據文獻記載，登記在案的老字號店家與企業涵蓋廣泛，這些商號大多立業於清治時期與日治時期，諸如義美食品、王有記名茶、明星咖啡館、王德傳茶莊、金成蘭餅店、和利碾米廠、惠美壽茶行、淡水登峰魚丸、義順冰店、施金玉沐香齋、新珍香酥糖、李亭香餅店、黃合發糕粿店、振發帽蓆行、森田榻榻米蓆、瑞泰桶店、府城光彩繡莊、陳協和金紙行、茶山房、響仁和、林午鐵工廠、三峽糊紙店、黃家壽衣店、山記茶舍、劉家造船廠、大有製墨廠、小花園鞋莊、金泰昌銀樓、林華泰茶行、建興洋傘、新雅西服、三秀打鐵店、鴻星聯記、東華樟腦廠、德安青草店、百城堂、杏春德記中藥行、老明玉香鋪與羅家烘爐廠等知名食品、手工藝和傳統生活品牌。另有按地域劃分的其他老字號品牌如下 ：
- 基隆市：
  - 廣興堂青草店
  - 李鵠餅店
- 臺北市：
  - 峰圃茶莊
  - 乾元蔘藥行
  - 許聚茂藥房
  - 李亭香
  - 龍城號
  - 金春發牛肉
  - 兩喜號魷魚焿
  - 林田桶店
  - 郭合記士林名刀
  - 郭元益食品
- 新北市：
  - 日日用打鐵店
  - 响仁和鐘鼓廠
  - 尤協豐豆腐工廠
- 新竹縣：
  - 老鍋休閒農莊
  - 隆源餅行
  - 新復珍商行
  - 進益摃丸
- 苗栗縣：
  - 福堂餅行
- 臺中市：
  - 林金生香
  - 大越老醋
  - 瑞成書局
  - 茂川肉丸
  - 犁記餅店
  - 雪花齋
- 彰化縣：
  - 施美玉名香
  - 玉珍齋
  - 鄭玉珍餅舖
  - 貓鼠麵
  - 吳敦厚燈舖
  - 陳萬能錫鋪
  - 振味珍肉包
- 雲林縣：
  - 丸莊醬油
  - 全美油廠
  - 長益食品行
- 嘉義縣：
  - 金長利新港飴
- 臺南市：
  - 振發茶行
  - 再發號百年肉粽
  - 王泉盈紙莊
  - 度小月擔仔麵
  - 普濟殿前黃家米糕栫
  - 食在福製麵
  - 府城小南米糕
  - 府城木屐百年老店
  - 信二竹店
  - 盛發錫器佛俱行
  - 連得堂餅家
  - 左藤薪傳紙藝
  - 舊永瑞珍喜餅
  - 榮木桶行
  - 臺南麻豆助碗粿（商標註冊店）
  - 鴻權蠶絲棉被廠
  - 福興號蘇家冰店
  - 大菜市福榮小吃阿瑞意麵
  - 錦源興
  - 義豐冬瓜工廠
  - 永泰興蜜餞
  - 萬川號餅鋪
- 高雄市：
  - 舊振南餅店
  - 南頭河芝麻
  - 三和製餅舖
  - 明星花露水
  - 三和瓦窯
- 屏東縣：
  - 玉珍香餅店
- 宜蘭縣：
  - 振地餅舖
  - 老增壽蜜餞
  - 鳳鳴羊羹店
- 花蓮縣：
  - 豐興餅鋪
  - 惠比須餅舖
  - 尚文堂裱褙店
- 澎湖縣：
  - 盛興餅店
  - 源利軒黑糖糕

### 歐美
- 聖彼得酒窖餐廳（英语：St. Peter Stiftskulinarium）
- 不萊梅酒窖
- 古萊訥城堡
- 馬里內利鑄鐘廠（義大利語：Pontificia fonderia di campane Marinelli）
- 科切特珠寶（英语：A. E. Köchert）
- 貝瑞塔
- Levi's
- 雀巢牛奶
- 博士倫
- 平治